# 张钟俊
张钟俊（1915年9月23日—1995年12月29日），男，浙江嘉善人，中国自动控制理论专家，中国科学院院士。九三学社社员。

## 生平
张钟俊1926年就读于嘉兴二中，后又转至上海南洋中学学习，于1930年考入国立交通大学电机系，1934年毕业，获学士学位，其后在中美文化教育基金资助下留学美国麻省理工学院，分别于1937年和1938年，获该校硕士及博士学位，并作为麻省理工学院第一个博士后副研究员留校工作。同年闻知日军占领杭州，遂辞去职务，拒美公司高薪邀请而回国任教，先后担任当时已迁至乐山的武汉大学、以及国立中央大学教授。
1940年转任于因抗战而内迁重庆的交通大学教授、电信研究所所长等职。1946年随交大迁回上海，任电机系系主任。50年代亲自创建了上海全市的电力系统规划设计。1960年代后逐渐转向自动控制理论的研究，创建自动控制系并担任系主任。后期致力于系统工程领域的研究。曾参与长江三峡工程可行性论证。1980年当选中国科学院学部委员（院士）。

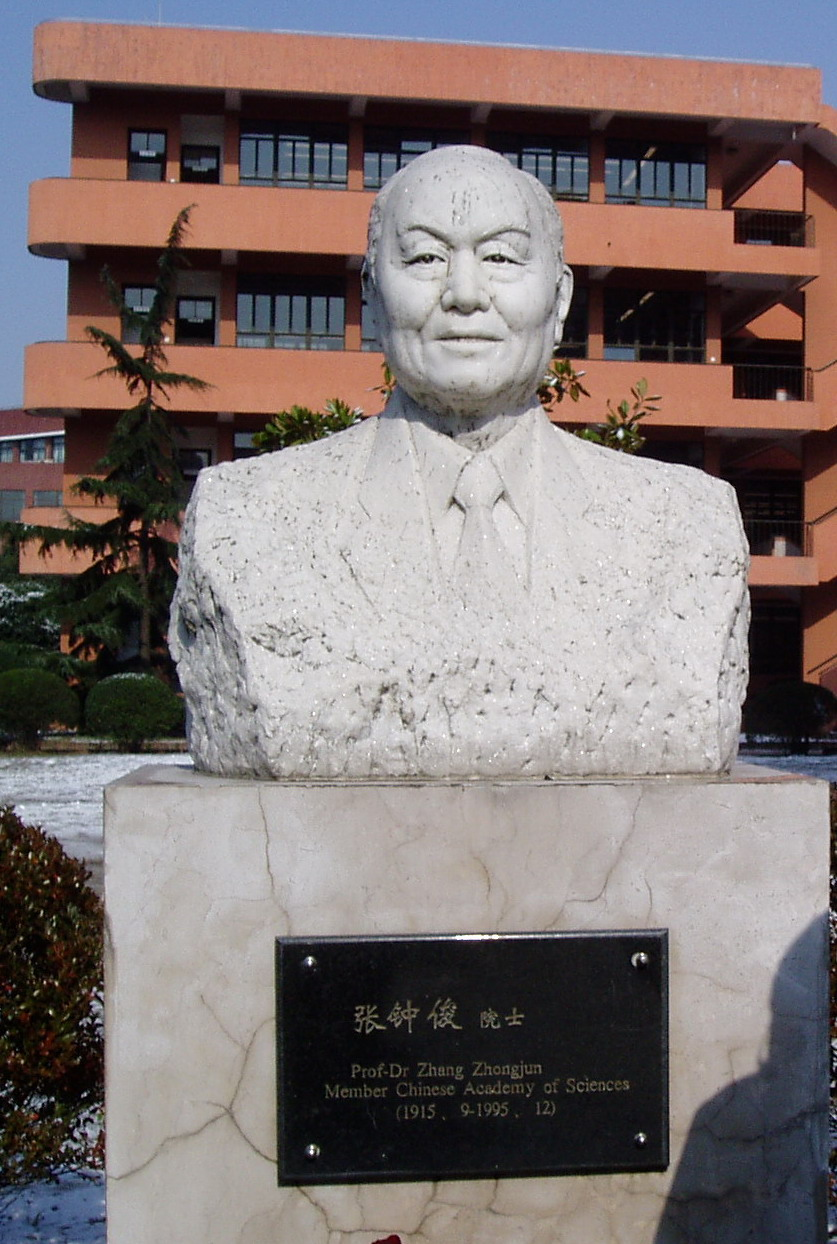
张钟俊院士位于交大闵行校区的塑像

## 社会兼职
曾任国家科委自动化专业组副组长、中国自动化学会副理事长、中国系统工程学会副理事长和中国微型电脑应用学会名誉理事长等职。

## 贡献
1938年10月从美国回国后，张钟俊院士始终在高等院校第一线工作，为国家培养了一大批人才，其学生包括江泽民等人。1990年上海交通大学为他执教50周年举行隆重的庆祝会。
80年代后，已步入古稀之年的张钟俊仍指导学生并从事控制论科学的研究。1983年国家设置博士学位后任博士研究生导师。1986年国家设置博士后科研流动站，他主持的博士点又首批建立了博士后科研流动站。自1983年以来，张钟俊培养了25名硕士，30名博士，有5名博士后科研人员出站，在当时首屈一指。由于其在培养科学技术接班人方面的突出成就，1988年其主持的博士点被评为全国的重点。

## 纪念
上海交大闵行校区位于上院与思源湖之间的有一尊张钟俊院士的半身汉白玉雕像。